# Сан Бенедето Белбо
Сан Бенедѐто Бѐлбо (на италиански: San Benedetto Belbo; на пиемонтски: San Benedet, Сан Бенедет) е село и община в Северна Италия, провинция Кунео, регион Пиемонт. Разположено е на 637 m надморска височина. Населението на общината е 196 души (към 2010 г.).